# 新婚なり!
新婚なり!（しんこんなり）は、TBS系列で1995年7月7日から9月22日に放送されたテレビドラマ。

## 概要
- 寺のひとり息子でありギャンブル好きでもあり映画監督を夢見る聖人とグリーン・コーディネーターとして造園の仕事に携わる菜央との新婚生活をコミカルに描いた作品。

## キャスト
- 蔵元聖人：三上博史

映画監督、実家の寺の住職。
- 小宮菜央：牧瀬里穂

聖人の妻でガーデニスト。
- 与田岩男：的場浩司

菜央が勤める造園会社の社長。
- 横沢千秋：井出薫

同じく造園会社に勤める奈央の後輩。
- 日下大介：藤重政孝

蔵元の後輩で助監督。
- 村瀬美智子：林美恵
- 水島今日子：磯野貴理子
- 田所一郎：高橋克実
- 蔵元雪絵：冨士眞奈美

聖人の母。
- 蔵元聖一郎：小林昭二

聖人の父。
- 大和勝利：小倉久寛

聖人の友人。
- 小宮元：豊原功補

菜央の兄。
- 並木ゆかり：山咲千里

聖人の幼馴染。並木オフィス社長で檀家総代。

## 主題歌
- 「すべてはホントでウソかもね」米米CLUB

## スタッフ
- 脚本：吉村ゆう、江頭美智留
- プロデュース：横井直行
- 演出：清弘誠、竹之下寛次、橋本孝
- 音楽：御園雅也

## サブタイトル
1. 最高の初夜?
2. 隠し子
3. 嫁イビリ婿イジメ
4. 大暴露
5. 世界で、いちばん悲しい別れ
6. 財布の中身は、愛
7. 抱きしめてほしい
8. こんにちは赤ちゃん
9. 妻のオナラ
10. 幸せ模様のパンツ
11. 墓地よ去らば…
12. 涙

| TBS系 金曜21時枠連続ドラマ                   | TBS系 金曜21時枠連続ドラマ         | TBS系 金曜21時枠連続ドラマ               |
| 前番組                                       | 番組名                             | 次番組                                   |
| -------------------------------------------- | ---------------------------------- | ---------------------------------------- |
| セカンド・チャンス （1995.4.14 - 1995.6.30） | 新婚なり! （1995.7.7 - 1995.9.22） | 人生は上々だ （1995.10.13 - 1995.12.22） |